# Тодор Тодоров
Тодор Тодоров (болг. Тодор Тодоров; нар. 8 листопада 1974, Варна) – болгарський шахіст, гросмейстер від 2006 року.

## Шахова кар'єра
Першого успіху на міжнародному рівні досягнув 1993 року, посівши 2-ге місце (позаду Георгія Качеїшвілі) на турнірі за швейцарською системою в Штоккерау. 1995 року дебютував у фіналі чемпіонату Болгарії. Найбільшого успіху в цих змаганнях досягнув у 1998 році, здобувши в Дупниці срібну медаль (позаду Бориса Чаталбашева). 1997 року поділив 1-ше місце (разом з Іво Доневим і Неделько Келечевичем) в Гетцисі. У 1998 році переміг на регулярному турнірі First Saturday (FS03 ЇМ) в Будапешті і взяв участь у зональному турнірі (відбіркового циклу чемпіонату світу), який відбувся в Криниці-Здруй. 2000 року переміг у Тулузі. У 2001 році поділив 2-ге місце (позаду Павела Ваври, разом із, зокрема, Каталіном Навротеску) в Сент-Лоррені. 2003 року виконав у Борово першу гросмейстерську норму, а також поділив 2-ге місце в Парижі (позаду Альберто Давіда, разом з Аміром Багері, Талем Абергелем, Мануелем Апісельєю, Андрієм Щекачовим, Станіславом Савченком і Марком Парагуа). 2004 року виконав другу гросмейстерську норму, поділивши 1-ше місце (разом з Мануелем Апісельєю) в Буа-Коломб. 2005 року посів 3-тє місце в Новому Саді. 2007 року досягнув ще одного успіху, поділивши 1-ше місце (разом з Ігорем Єфімовим і Сінішою Дражичем) у Сенігаллії.
Найвищий рейтинг Ело в кар'єрі мав станом на 1 квітня 2005 року, досягнувши 2518 очок займав тоді 7-ме місце серед болгарських шахістів.